# David Mutaf
Sarper David Mutaf (Estambul, Turquía, 14 de junio de 2002) es un jugador de baloncesto profesional turco. Mide 1,97 metros y juega en la posición de escolta, actualmente pertenece a la plantilla del Bursaspor Basketbol de la Basketbol Süper Ligi. 

## Carrera deportiva
Formado en las categorías inferiores del Fenerbahçe Ülkerspor, en 2020 se marchó a Estados Unidos para ingresar en la Universidad de Minnesota, en la que jugaría durante una temporada la NCAA con los Minnesota Golden Gophers. 
Tras finalizar su periplo en la NCAA, el 5 de febrero de 2021, el jugador firma por el C. B. Gran Canaria por 4 temporadas y lo asigna a su filial de la Liga LEB Plata a las órdenes de Gabi Alonso. El 28 de enero de 2021, hizo su debut en la Liga Endesa, en un encuentro frente al Valencia Basket que acabaría con derrota por 91 a 62, disputando 4 minutos y 19 segundos en los que anota 3 puntos.
El 15 de julio de 2022, se incorporó al primer equipo del C. B. Gran Canaria para disputar la Liga Endesa en la temporada 2022-23. El 2 de agosto de 2023, Fue cedido al Bursaspor Basketbol de la Basketbol Süper Ligi.

## Selección
Ha sido un fijo en las convocatorias de las categorías inferiores de la Selección de baloncesto de Turquía con la que participó en el mundial sub-19 de 2021. Asimismo formó parte del combinado turco que terminó sexto en el europeo sub-20 de 2022.